# سپتامبرهای شیراز (فیلم)
سپتامبرهای شیراز (به انگلیسی: Septembers of Shiraz) یک فیلم درام آمریکایی به کارگردانی وین بلر و فیلمنامه‌نویسی هانا وگ است. این فیلم اقتباسی از رمان سپتامبرهای شیراز به نویسندگی دالیا سافر است. این فیلم در تابستان ۲۰۱۵ اکران شده‌است.

## چکیده داستان
یک جواهرشناس ثروتمند ایرانی یهودی به نام اسحاق امین که با همسرش فرناز و دو فرزندش در تهران زندگی می‌کند، ۸ ماه بعد از انقلاب ایران، در دفتر خود بدست سپاه پاسداران دستگیر می‌شود. چند روز بعد سپاه به خانه او حمله کرده و به بهانه جستجو تمام خانه را ویران می‌کنند و اموال را با خود می‌برند و کارکنان جواهرسازی نیز به نام انقلاب تمام جواهرات و لوازم را غارت می‌کنند. پس از چند ماه شکنجه، اسحاق آزادی خود را با دادن تمامی پول‌ها و سرمایه‌هایش در بانک به سپاه می‌خرد و بازپرس پس از دریافت پول، او را آزاد می‌کند. اسحاق به نزد خانواده اش بر می‌گردد و با فروش چند الماسی که مخفیانه در محل کارش پنهان کرده بود خود و خانواده اش را در یک سفر شبانه با اسب و از راه جنگل، به آن سوی مرز به ترکیه می‌رساند.

## عوامل فیلم
- آدرین برودی در نقش: اسحاق
- سلما هایک در نقش: فرناز
- شهره آغداشلو در نقش: حبیبه
- آنتونی عزیزی در نقش: مهدی
- بشار رحال در نقش: یکی از اعضای کمیته
- آلاون آبوتبول در نقش: محسن
- نوید اخوان در نقش: مرتضی
- ناصر معمار ضیا در نقش: منصور
- ولیساو پاولو در نقش: حسین
- جیمی وارد در نقش: پرویز امین
- آریانا ملک آرا در نقش: شیرین